# Verpelét
Verpelét é uma cidade da Hungria, situada no condado de Heves. Tem 53,18 km² de área e sua população em 2019 foi estimada em 3.780 habitantes.